# David Lozano Riba
David Lozano Riba (Tarrasa, 21 de diciembre de 1988) es un ciclista español miembro del conjunto Team Novo Nordisk.
Tiene Diabetes tipo 1, circunstancia que facilitó su fichaje en 2013 por el equipo Team Novo Nordisk, abanderado en el mundo ciclista de la lucha contra la enfermedad donde su plantilla está formada íntegramente por ciclistas con la misma enfermedad.
También ha destacado en el ciclocrós ya que tiene en su haber un Campeonato de España de Ciclocrós en categoría junior y cuatro en categoría sub-23, todos ellos de forma consecutiva.

## Palmarés
2018
- 1 etapa del Tour de Ruanda[1]

## Equipos
- Type 1/Novo Nordisk (2012-2025)
  - Team Type 1-Sanofi (stagiaire) (2012)
  - Team Novo Nordisk (2013-2025)